# Leptotes mogyensis
Leptotes mogyensis es una especie de orquídea epífita de crecimiento cespitoso endémica  de la Mata Atlántica en la región Mogi das Cruzes en São Paulo,  Brasil.

## Descripción
Presenta un rizoma corto y pseudobulbos muy pequeños que se extienden de manera casi imperceptible en una hoja carnosa, cilíndrica, corta y erecta. La inflorescencia es apical y corta, presentando algunas flores pequeñas y abiertas. Las flores, generalmente, son blanquecinas, con el labio manchado de color púrpura. Los pétalos y sépalos son similares, el labelo es lobulado con bordes lisos, y tiene garras que se aferran a los lados de la columna. Esta es breve y tiene seis polinias de tamaños desiguales, cuatro grandes y dos pequeñas. Las plantas están relacionados con los géneros Loefgrenianthus y Pseudolaelia y Schomburgkia.
Pertenece al grupo de Leptotes de hojas cortas, flores más redondeadas y más abiertas, pero más pequeñas. Puede ser reconocida por sus sépalos y pétalos de color blanco y el labelo con los márgenes lisos. Esta especie es prácticamente desconocida en Brasil, su descripción se realizó sobre muestras encontradas en el cultivo en Estados Unidos. Puede ser un híbrido natural de Leptotes tenuis con Leptotes bicolor.